# Marseillan (Hautes-Pyrénées)
Pour les articles homonymes, voir Marseillan.
Marseillan est une commune française située dans le nord du département des Hautes-Pyrénées, en région Occitanie. Sur le plan historique et culturel, la commune est dans l’ancien comté de Bigorre, comté historique des Pyrénées françaises et de Gascogne.
Exposée à un climat de montagne, elle est drainée par l'Arros, le Lanénos et par divers autres petits cours d'eau. La commune possède un patrimoine naturel remarquable composé de deux zones naturelles d'intérêt écologique, faunistique et floristique.
Marseillan est une commune rurale qui compte 267 habitants en 2022, après avoir connu une forte hausse de la population depuis 1968. Elle fait partie de l'aire d'attraction de Tarbes. Ses habitants sont appelés les Marseillanois ou  Marseillanoises.

## Géographie

### Localisation
La commune de Marseillan se trouve dans le département des Hautes-Pyrénées, en région Occitanie.
Elle se situe à 14 km à vol d'oiseau de Tarbes, préfecture du département, et à 13 km de Trie-sur-Baïse, bureau centralisateur du canton des Coteaux dont dépend la commune depuis 2015 pour les élections départementales.
La commune fait en outre partie du bassin de vie de Tarbes.
Les communes les plus proches sont : 
Chelle-Debat (1,2 km), Jacque (1,6 km), Bouilh-Péreuilh (2,3 km), Trouley-Labarthe (2,4 km), Castelvieilh (2,8 km), Laméac (3,1 km), Peyrun (3,6 km), Cabanac (4,0 km).
Sur le plan historique et culturel, Marseillan fait partie de l’ancien comté de Bigorre, comté historique des Pyrénées françaises et de Gascogne créé au IXe siècle puis rattaché au domaine royal en 1302, inclus ensuite au comté de Foix en 1425 puis une nouvelle fois rattaché au royaume de France en 1607. La commune est dans le pays de Tarbes et de la Haute Bigorre.

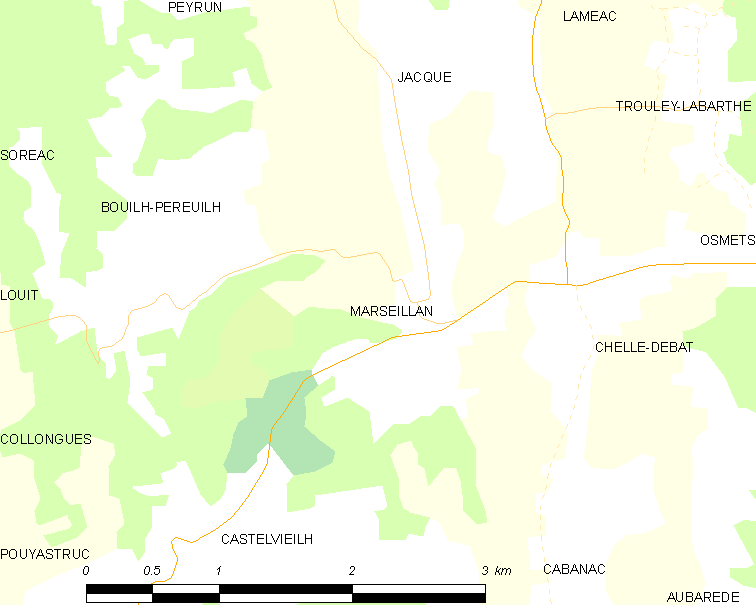
Carte de la commune de Marseillan et des proches communes.

|                 | Jacque       |              |
| Bouilh-Péreuilh | Marseillan   | Chelle-Debat |
|                 | Castelvieilh |              |

### Paysages et relief
- Localisation de Marseillan dans le département des Hautes-Pyrénées.

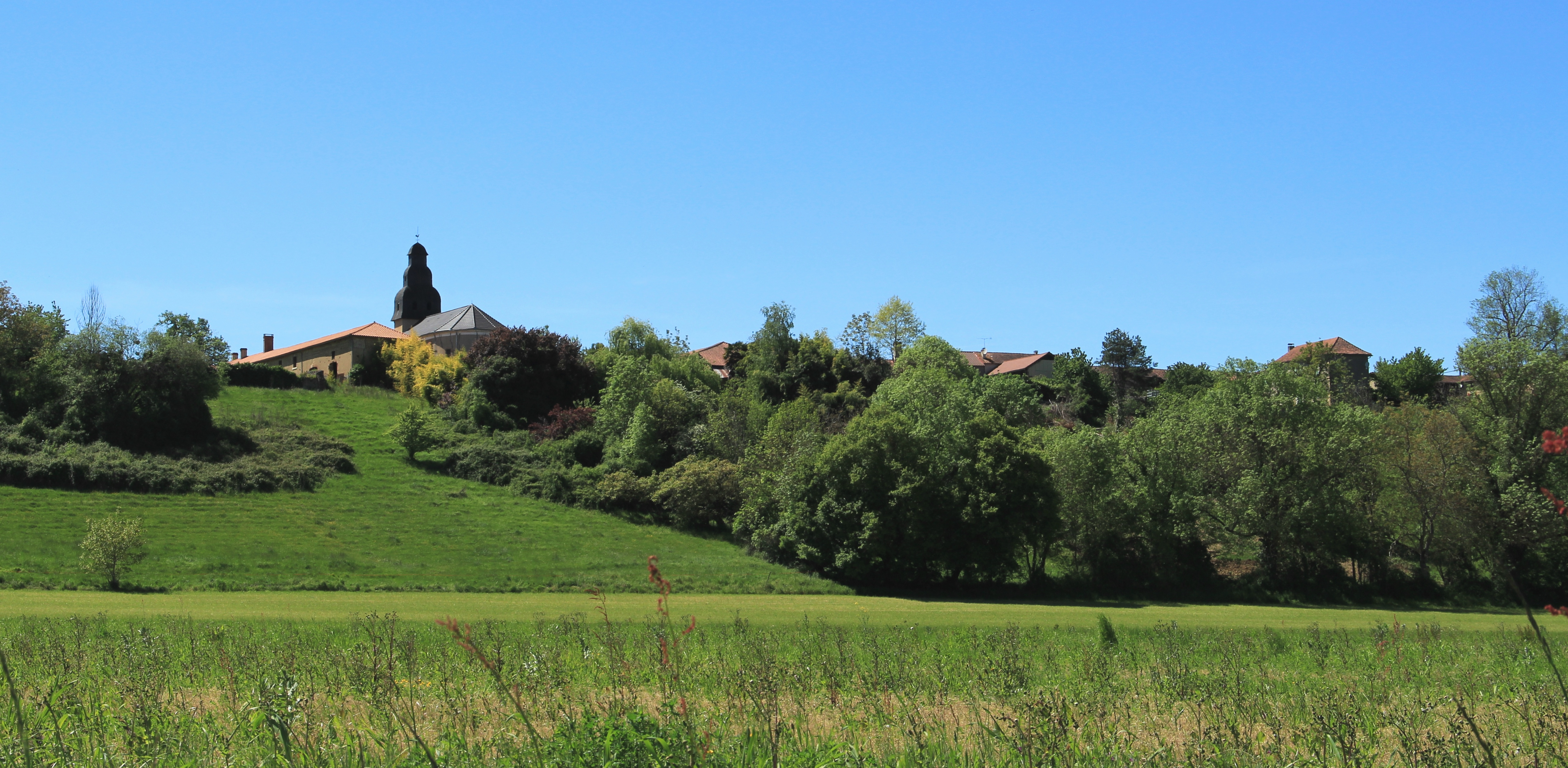
Vue en été.

### Hydrographie
Le ruisseau de Lanénos (affluent gauche de l'Arros) prend sa source sur la commune, traverse la commune du sud au nord.

Le ruisseau de Barrastana (affluent gauche de Lanénos) traverse le territoire de la commune d'ouest en est et forme la limite nord avec la commune de Bouilh-Péreuilh.

La rivière de l'Arros (affluent droit de l'Adour) traverse la commune du  sud au nord et  forme  la limite est avec la commune de Chelle-Debat.

Le Miqueu (affluent gauche de l'Arros) traverse le village d'ouest en est et forme la limite sud-ouest avec la commune de Bouilh-Péreuilh.

### Climat
Le climat est tempéré de type océanique, en raison de l'influence proche de l'océan Atlantique situé à peu près 150 km plus à l'ouest. La proximité des Pyrénées fait que la commune profite d'un effet de foehn, il peut aussi y neiger en hiver, même si cela reste inhabituel.
| Mois                              | jan.  | fév.  | mars  | avril | mai   | juin  | jui.  | août  | sep.  | oct.  | nov.  | déc.  | année   |
| --------------------------------- | ----- | ----- | ----- | ----- | ----- | ----- | ----- | ----- | ----- | ----- | ----- | ----- | ------- |
| Température minimale moyenne (°C) | 0,6   | 1,3   | 2,7   | 5,2   | 8,3   | 11,6  | 14,1  | 13,9  | 11,7  | 8     | 3,6   | 1,3   | 6,9     |
| Température moyenne (°C)          | 5,3   | 6,1   | 7,8   | 10    | 13,3  | 16,7  | 19,3  | 19    | 17,2  | 13,3  | 8,5   | 5,8   | 11,9    |
| Température maximale moyenne (°C) | 9,9   | 11    | 12,9  | 14,8  | 18,3  | 21,7  | 24,5  | 24    | 22,6  | 18,6  | 13,4  | 10,4  | 16,8    |
| Ensoleillement (h)                | 108,8 | 118,8 | 155,6 | 157,2 | 181,3 | 191,5 | 215,5 | 196,4 | 194,5 | 164,4 | 124,4 | 104,4 | 1 912,8 |
| Précipitations (mm)               | 112,8 | 97,5  | 100,2 | 105,7 | 113,6 | 80,7  | 57,3  | 70,3  | 71    | 85,2  | 93    | 112,1 | 1 099,4 |

### Milieux naturels et biodiversité

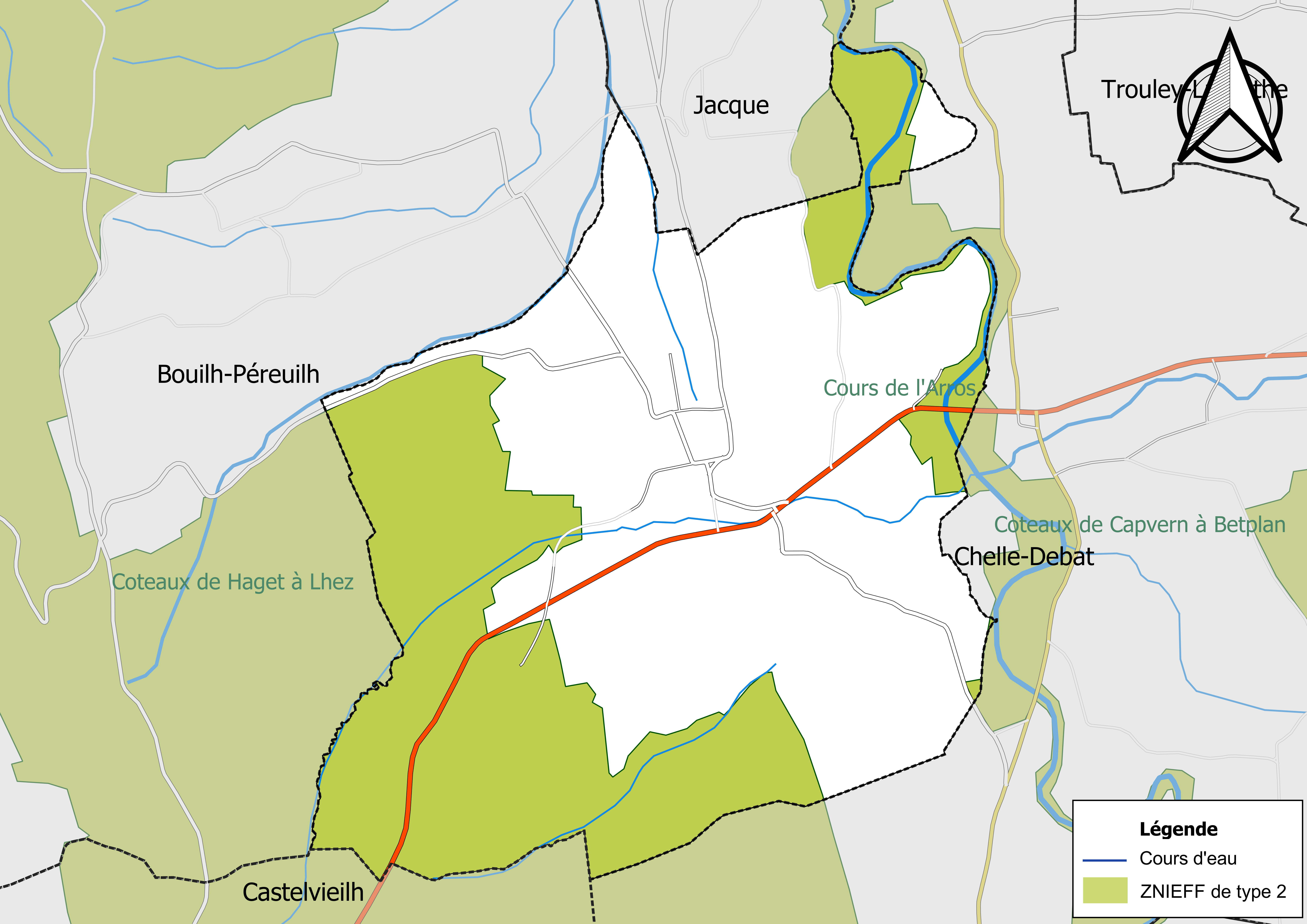
Carte des ZNIEFF de type 2 localisées sur la commune.

L’inventaire des zones naturelles d'intérêt écologique, faunistique et floristique (ZNIEFF) a pour objectif de réaliser une couverture des zones les plus intéressantes sur le plan écologique, essentiellement dans la perspective d’améliorer la connaissance du patrimoine naturel national et de fournir aux différents décideurs un outil d’aide à la prise en compte de l’environnement dans l’aménagement du territoire.
Deux ZNIEFF de type 2 sont recensées sur la commune :
- les « coteaux de Haget à Lhez » (4 261 ha), couvrant 32 communes dont quatre dans le Gers et 28 dans les Hautes-Pyrénées[8] ;
- le « cours de l'Arros » (1 675 ha), couvrant 41 communes dont 20 dans le Gers et 21 dans les Hautes-Pyrénées[9].

## Urbanisme

### Typologie
Au 1er janvier 2024, Marseillan est catégorisée commune rurale à habitat dispersé, selon la nouvelle grille communale de densité à sept niveaux définie par l'Insee en 2022.
Elle est située hors unité urbaine. Par ailleurs la commune fait partie de l'aire d'attraction de Tarbes, dont elle est une commune de la couronne,. Cette aire, qui regroupe 153 communes, est catégorisée dans les aires de 50 000 à moins de 200 000 habitants,.

### Occupation des sols
L'occupation des sols de la commune, telle qu'elle ressort de la base de données européenne d’occupation biophysique des sols Corine Land Cover (CLC), est marquée par l'importance des territoires agricoles (59,6 % en 2018), en diminution par rapport à 1990 (71,5 %). La répartition détaillée en 2018 est la suivante : 
terres arables (38,8 %), forêts (28,5 %), zones agricoles hétérogènes (14,1 %), zones urbanisées (12 %), prairies (6,6 %).
L'IGN met par ailleurs à disposition un outil en ligne permettant de comparer l’évolution dans le temps de l’occupation des sols de la commune (ou de territoires à des échelles différentes). Plusieurs époques sont accessibles sous forme de cartes ou photos aériennes : la carte de Cassini (XVIIIe siècle), la carte d'état-major (1820-1866) et la période actuelle (1950 à aujourd'hui).

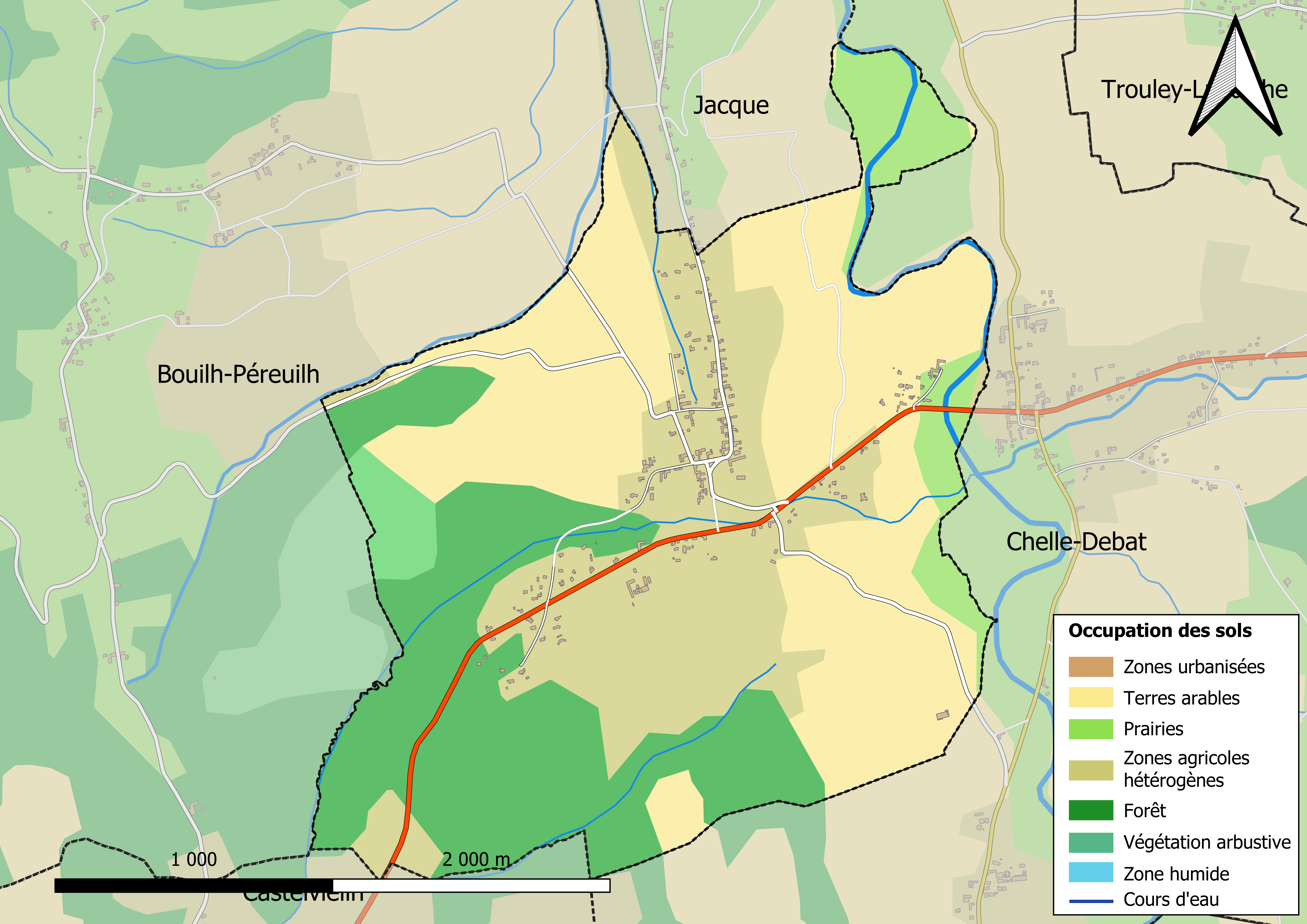
Carte des infrastructures et de l'occupation des sols en 2018 (CLC) de la commune.
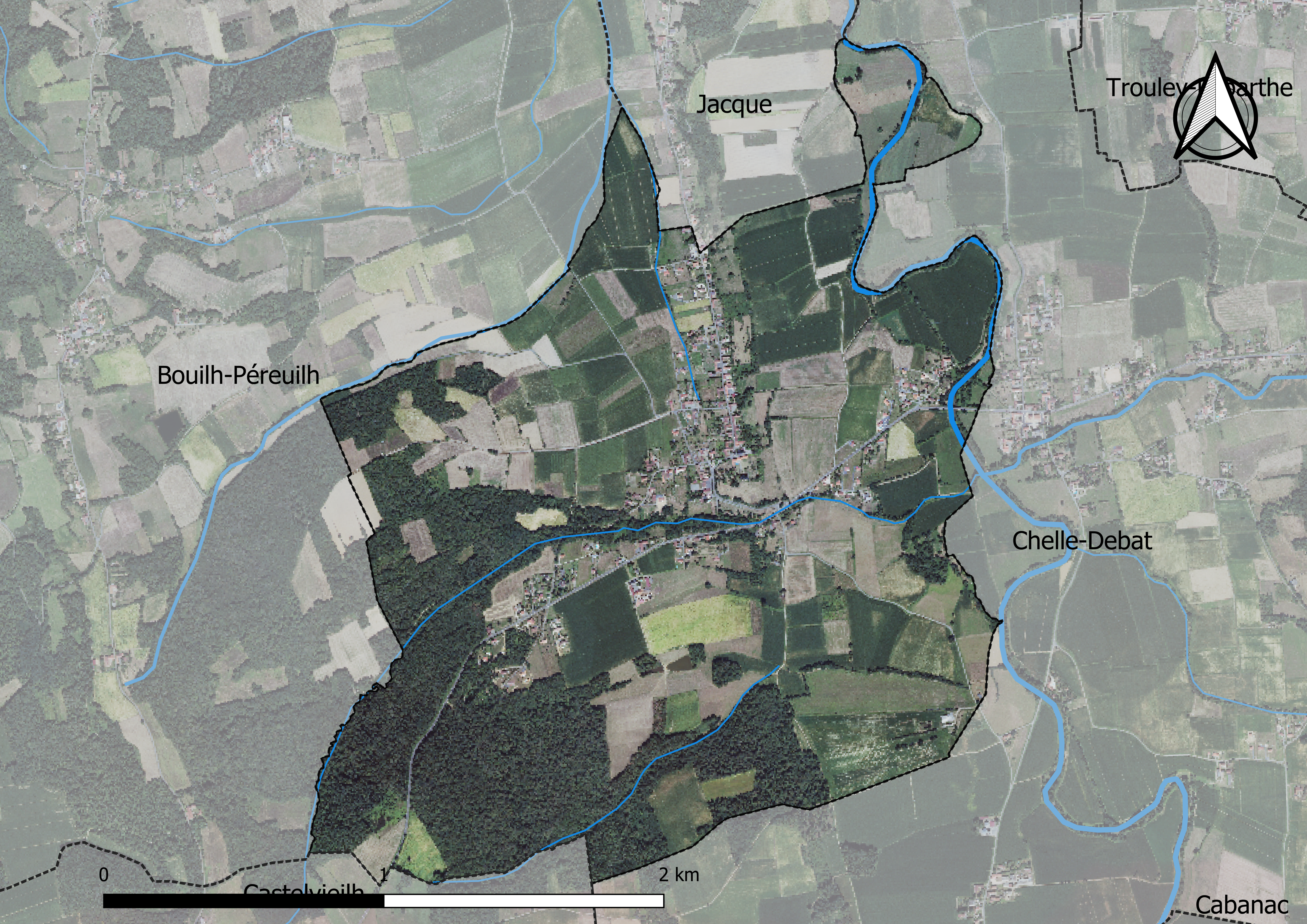
Carte orthophotogrammétrique de la commune.

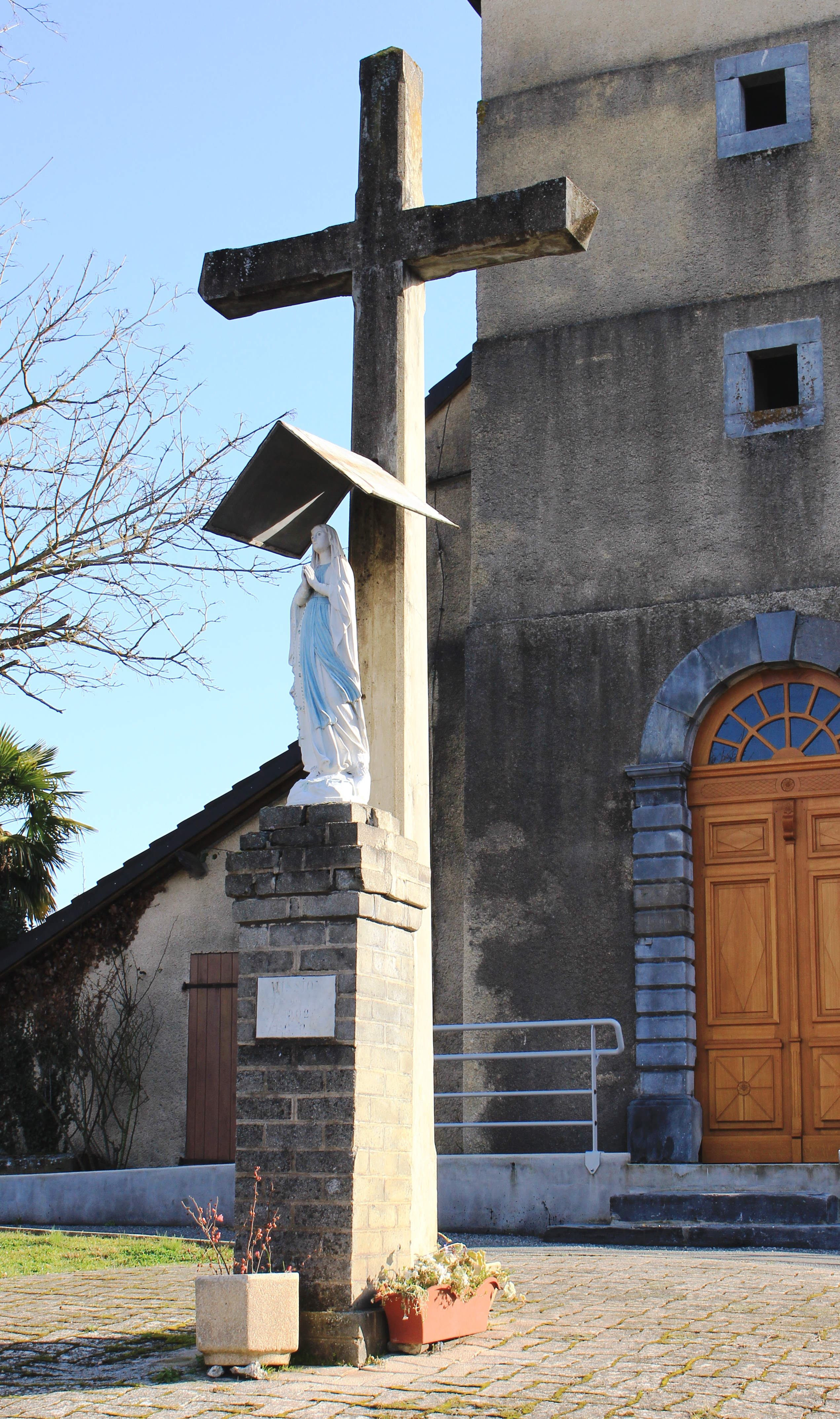
Une croix.

### Logement
En 2012, le nombre total de logements dans la commune est de 109.

Parmi ces logements, 90,8 % sont des résidences principales, 5,5 % des résidences secondaires et 3,7 % des logements vacants.

### Voies de communication et transports
Cette commune est desservie par la route départementale D 632 et par les routes départementales D 2 et D 45.

### Risques majeurs
Le territoire de la commune de Marseillan est vulnérable à différents aléas naturels : météorologiques (tempête, orage, neige, grand froid, canicule ou sécheresse), inondations, mouvements de terrains et séisme (sismicité modérée). Un site publié par le BRGM permet d'évaluer simplement et rapidement les risques d'un bien localisé soit par son adresse soit par le numéro de sa parcelle.
Certaines parties du territoire communal sont susceptibles d’être affectées par le risque d’inondation par débordement de cours d'eau, notamment l'Arros et le Lanénos. La cartographie des zones inondables en ex-Midi-Pyrénées réalisée dans le cadre du XIe Contrat de plan État-région, visant à informer les citoyens et les décideurs sur le risque d’inondation, est accessible sur le site de la DREAL Occitanie. La commune a été reconnue en état de catastrophe naturelle au titre des dommages causés par les inondations et coulées de boue survenues en 1982, 1988, 1999, 2000 et 2009,.
Marseillan est exposée au risque de feu de forêt. Un plan départemental de protection des forêts contre les incendies a été approuvé par arrêté préfectoral le 21 avril 2020 pour la période 2020-2029. Le précédent couvrait la période 2007-2017. L’emploi du feu est régi par deux types de réglementations. D’abord le code forestier et l’arrêté préfectoral du 27 octobre 2014, qui réglementent l’emploi du feu à moins de 200 m des espaces naturels combustibles sur l’ensemble du département. Ensuite celle établie dans le cadre de la lutte contre la pollution de l’air, qui interdit le brûlage des déchets verts des particuliers. L’écobuage est quant à lui réglementé dans le cadre de commissions locales d’écobuage (CLE)

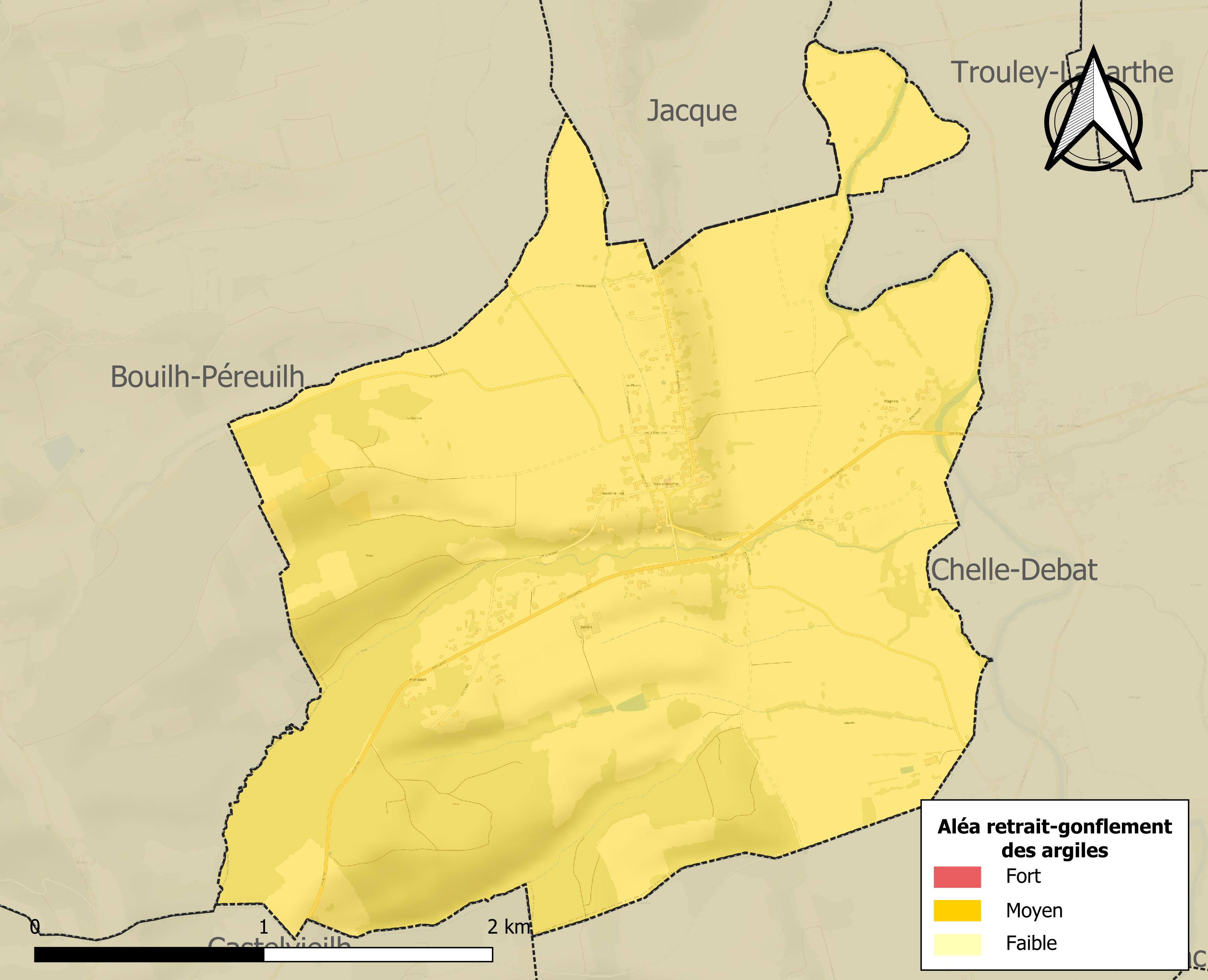
Carte des zones d'aléa retrait-gonflement des sols argileux de Marseillan.

Les mouvements de terrains susceptibles de se produire sur la commune sont des tassements différentiels.
Le retrait-gonflement des sols argileux est susceptible d'engendrer des dommages importants aux bâtiments en cas d’alternance de périodes de sécheresse et de pluie. La totalité de la commune est en aléa moyen ou fort (44,5 % au niveau départemental et 48,5 % au niveau national). Sur les 124 bâtiments dénombrés sur la commune en 2019, 124 sont en aléa moyen ou fort, soit 100 %, à comparer aux 75 % au niveau départemental et 54 % au niveau national. Une cartographie de l'exposition du territoire national au retrait gonflement des sols argileux est disponible sur le site du BRGM,.
Par ailleurs, afin de mieux appréhender le risque d’affaissement de terrain, l'inventaire national des cavités souterraines permet de localiser celles situées sur la commune.
Concernant les mouvements de terrains, la commune a été reconnue en état de catastrophe naturelle au titre des dommages causés par la sécheresse en 2003 et par des mouvements de terrain en 1999.

## Toponymie

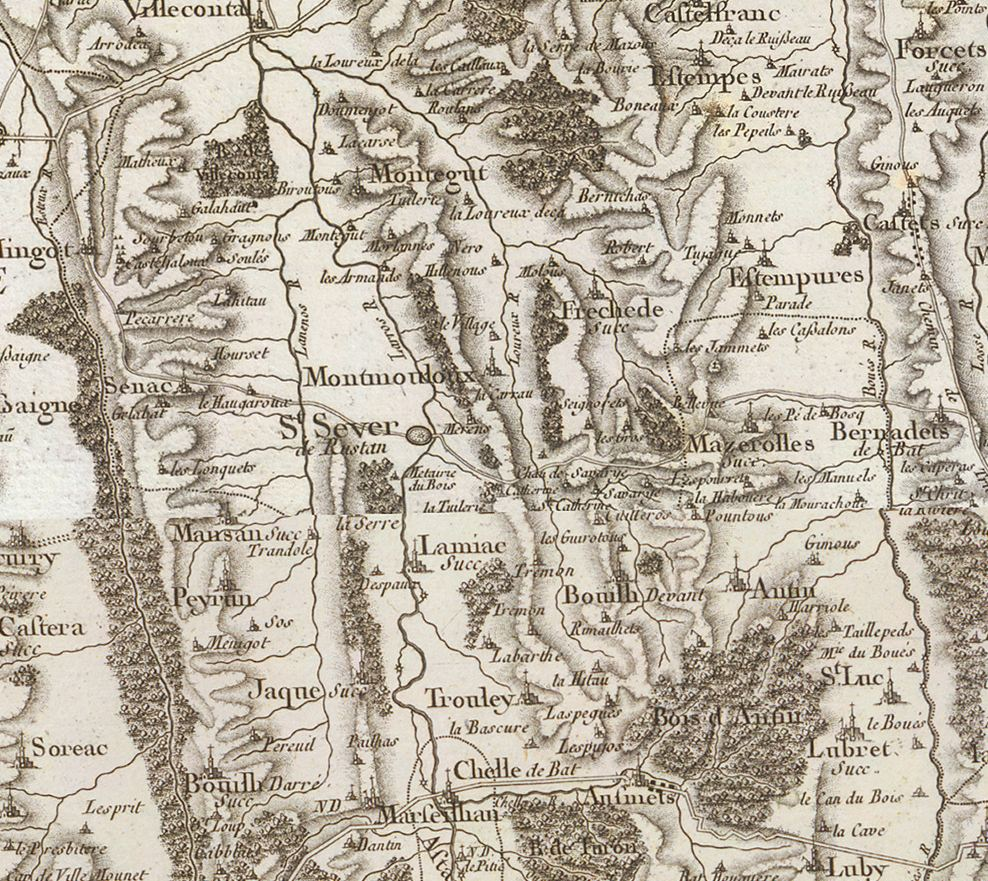
Extrait de la carte de Cassini (entre 1756 et 1789) situant Marseillan au sud de Saint-Sever-de-Rustan.

On trouvera les principales informations dans le Dictionnaire toponymique des communes des Hautes-Pyrénées de Michel Grosclaude et Jean-François Le Nail qui rapporte les dénominations historiques du village :
Dénominations historiques :
- De Marcelhano, latin (1300, enquête Bigorre) ;
- De Marsselhano, latin (1313, Debita regi Navarre) ;
- De Marceilhano, latin (1342, pouillé de Tarbes) ;
- de Marcelhano, latin (1379, procuration Tarbes) ;
- Marcelhan, (1429, censier de Bigorre) ;
- Marseilhan, (1790, Département 2) ;
- Marseilhan, (fin XVIIIe siècle, carte de Cassini).

Étymologie : du nom de personnage  latin Marcilius et suffixe –anum : domaine de Marcilius.
Nom occitan : Marcelhan.

## Histoire

### Cadastre napoléonien de Marseillan
Le plan cadastral napoléonien de Marseillan est consultable sur le site des archives départementales des Hautes-Pyrénées.

## Politique et administration

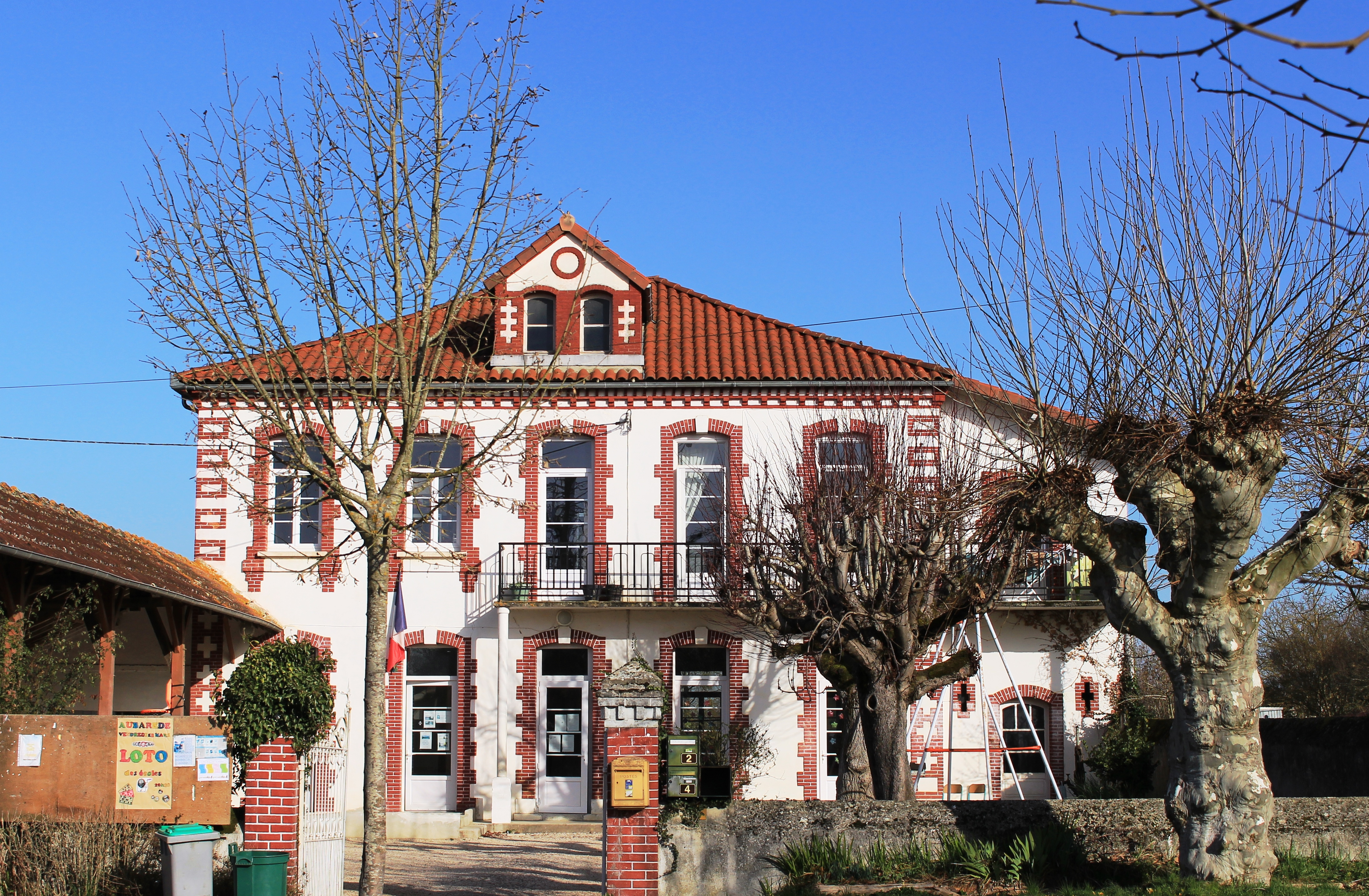
La mairie en 2019.

### Liste des maires
| Période                                  | Période  | Identité        | Étiquette | Qualité |
| ---------------------------------------- | -------- | --------------- | --------- | ------- |
| Les données manquantes sont à compléter. |          |                 |           |         |
|                                          |          |                 |           |         |
| mars 2001                                | En cours | Claude Cazanave |           |         |

### Rattachements administratifs et électoraux

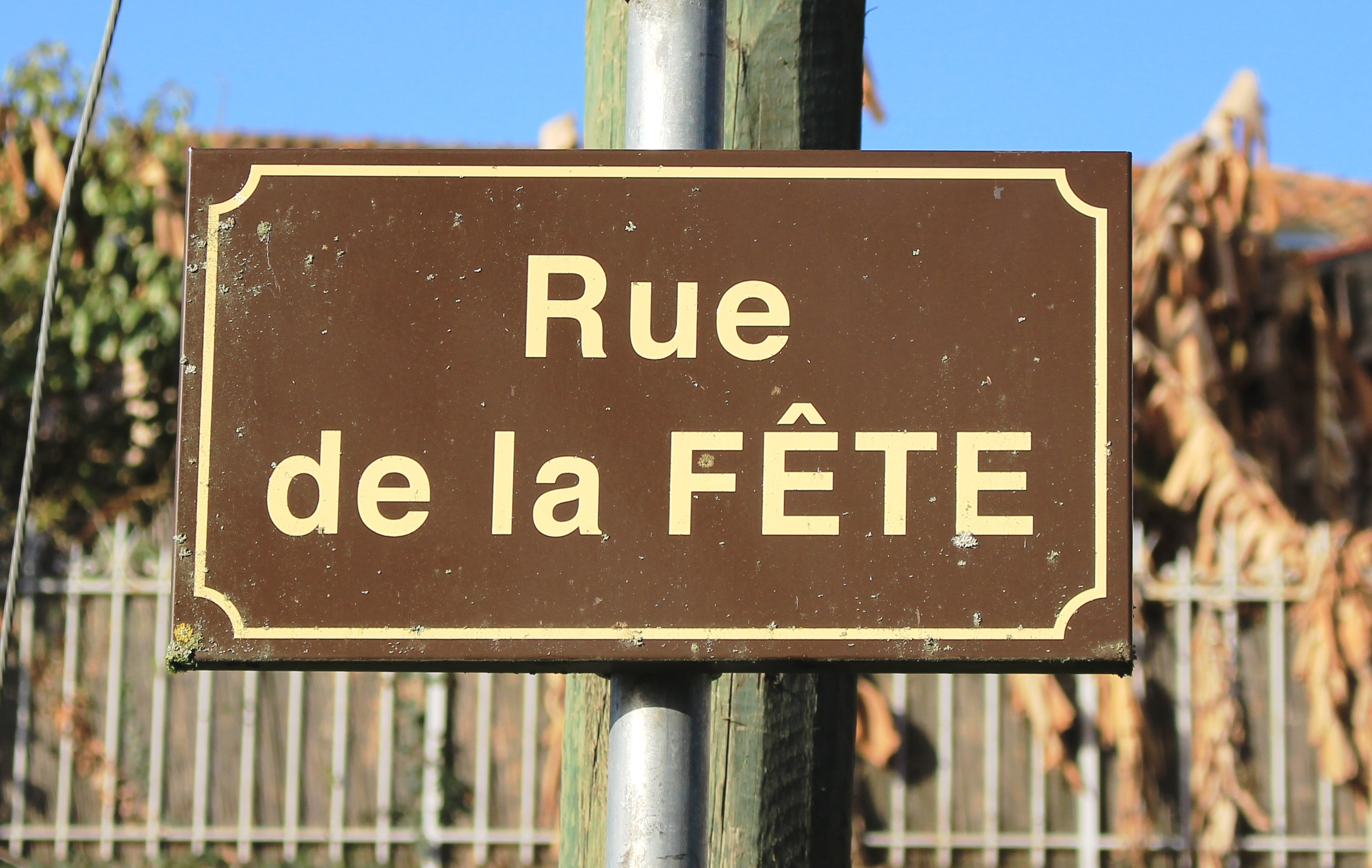
Rue du village.

#### Historique administratif
Pays et sénéchaussée de Bigorre, quarteron de Rabastens, canton de Saint-Sever puis d'Aubarède (1790), chef-lieu transféré à Pouyastruc (1803).

#### Intercommunalité
Marseillan appartient à la communauté de communes des Coteaux du Val d'Arros créée en janvier 2017 et qui réunit 54 communes.

## Population et société

### Démographie

#### Évolution démographique

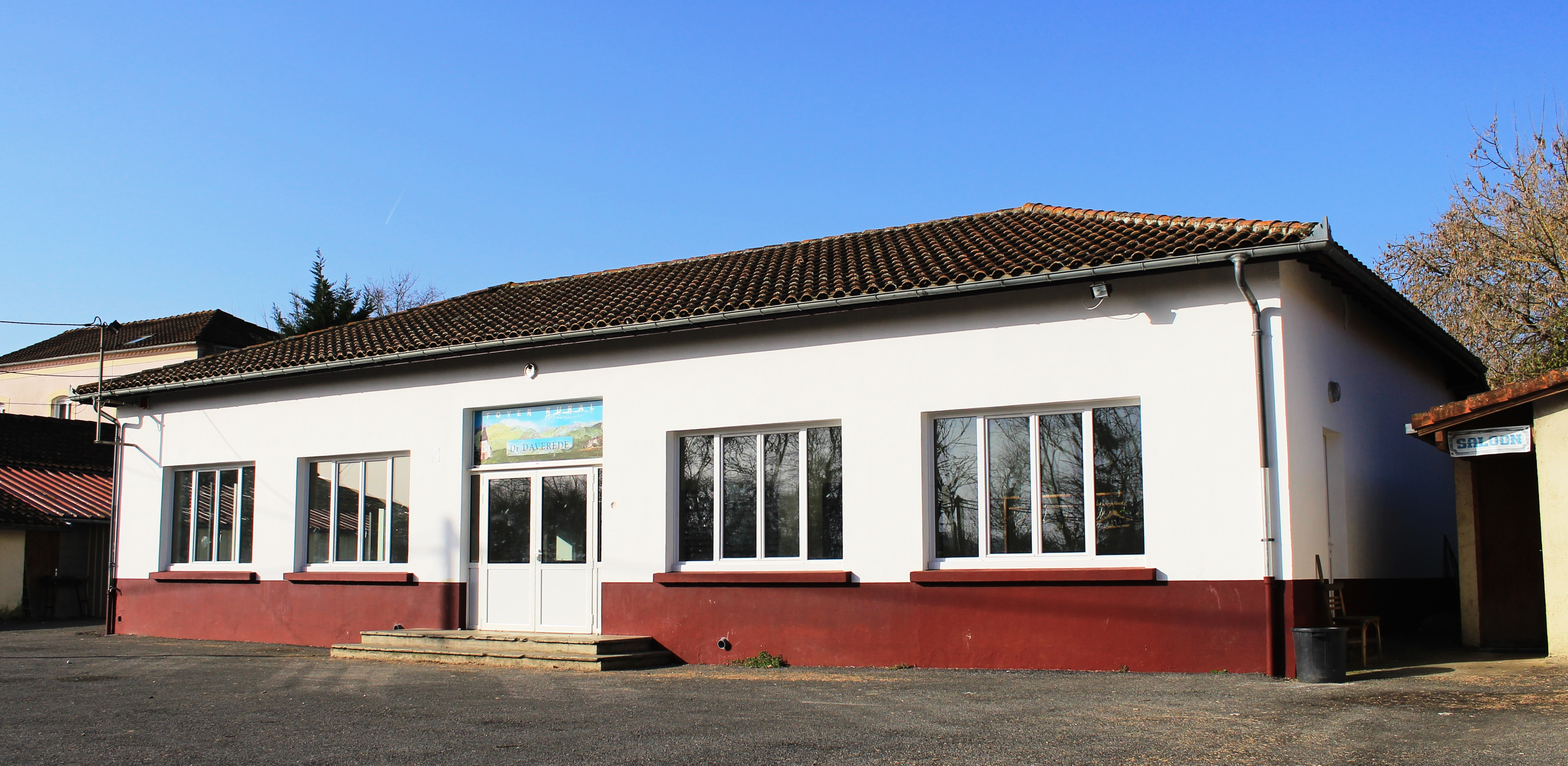
Le foyer rural en 2019.

| 1793 | 1800 | 1806 | 1821 | 1831 | 1836 | 1841 | 1846 | 1851 |
| ---- | ---- | ---- | ---- | ---- | ---- | ---- | ---- | ---- |
| 323  | 371  | 367  | 392  | 429  | 433  | 444  | 444  | 450  |

| 1856 | 1861 | 1866 | 1876 | 1881 | 1886 | 1891 | 1896 | 1901 |
| ---- | ---- | ---- | ---- | ---- | ---- | ---- | ---- | ---- |
| 419  | 402  | 357  | 347  | 354  | 350  | 330  | 406  | 264  |

| 1906 | 1911 | 1921 | 1926 | 1931 | 1936 | 1946 | 1954 | 1962 |
| ---- | ---- | ---- | ---- | ---- | ---- | ---- | ---- | ---- |
| 251  | 217  | 201  | 189  | 183  | 162  | 150  | 160  | 168  |

| 1968 | 1975 | 1982 | 1990 | 1999 | 2006 | 2007 | 2012 | 2017 |
| ---- | ---- | ---- | ---- | ---- | ---- | ---- | ---- | ---- |
| 163  | 168  | 171  | 148  | 158  | 183  | 187  | 226  | 255  |

| 2022 | - | - | - | - | - | - | - | - |
| ---- | - | - | - | - | - | - | - | - |
| 267  | - | - | - | - | - | - | - | - |

### Enseignement
La commune dépend de l'académie de Toulouse. Elle dispose d’une école en 2017.
- École élémentaire.

## Économie

### Revenus
En 2018, la commune compte 106 ménages fiscaux, regroupant 246 personnes. La médiane du revenu disponible par unité de consommation est de 21 650 € (20 420 € dans le département).

### Emploi
|                | 2008  | 2013  | 2018  |
| -------------- | ----- | ----- | ----- |
| Commune        | 2,6 % | 7,6 % | 6,1 % |
| Département    | 7,7 % | 9,4 % | 9,8 % |
| France entière | 8,3 % | 10 %  | 10 %  |

En 2018, la population âgée de 15 à 64 ans s'élève à 165 personnes, parmi lesquelles on compte 76,2 % d'actifs (70,1 % ayant un emploi et 6,1 % de chômeurs) et 23,8 % d'inactifs,. Depuis 2008, le taux de chômage communal (au sens du recensement) des 15-64 ans est inférieur à celui de la France et du département.
La commune fait partie de la couronne de l'aire d'attraction de Tarbes, du fait qu'au moins 15 % des actifs travaillent dans le pôle,. Elle compte 16 emplois en 2018, contre 15 en 2013 et 23 en 2008. Le nombre d'actifs ayant un emploi résidant dans la commune est de 116, soit un indicateur de concentration d'emploi de 13,9 % et un taux d'activité parmi les 15 ans ou plus de 60,7 %.
Sur ces 116 actifs de 15 ans ou plus ayant un emploi, 14 travaillent dans la commune, soit 12 % des habitants. Pour se rendre au travail, 94,8 % des habitants utilisent un véhicule personnel ou de fonction à quatre roues, 0,9 % s'y rendent en deux-roues, à vélo ou à pied et 4,3 % n'ont pas besoin de transport (travail au domicile).

## Culture locale et patrimoine

### Lieux et monuments

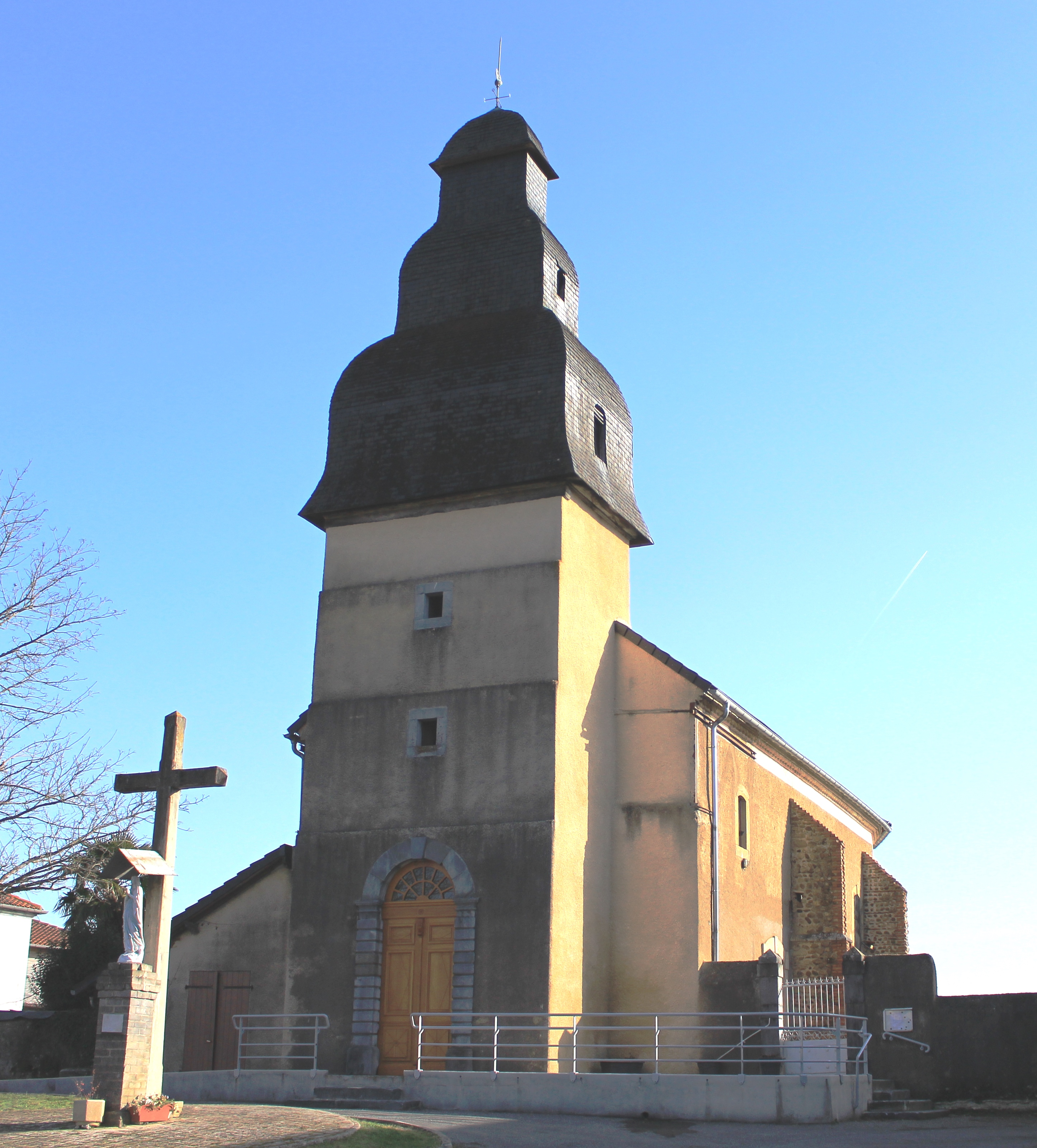
L'église Saint-Hippolyte en 2019.

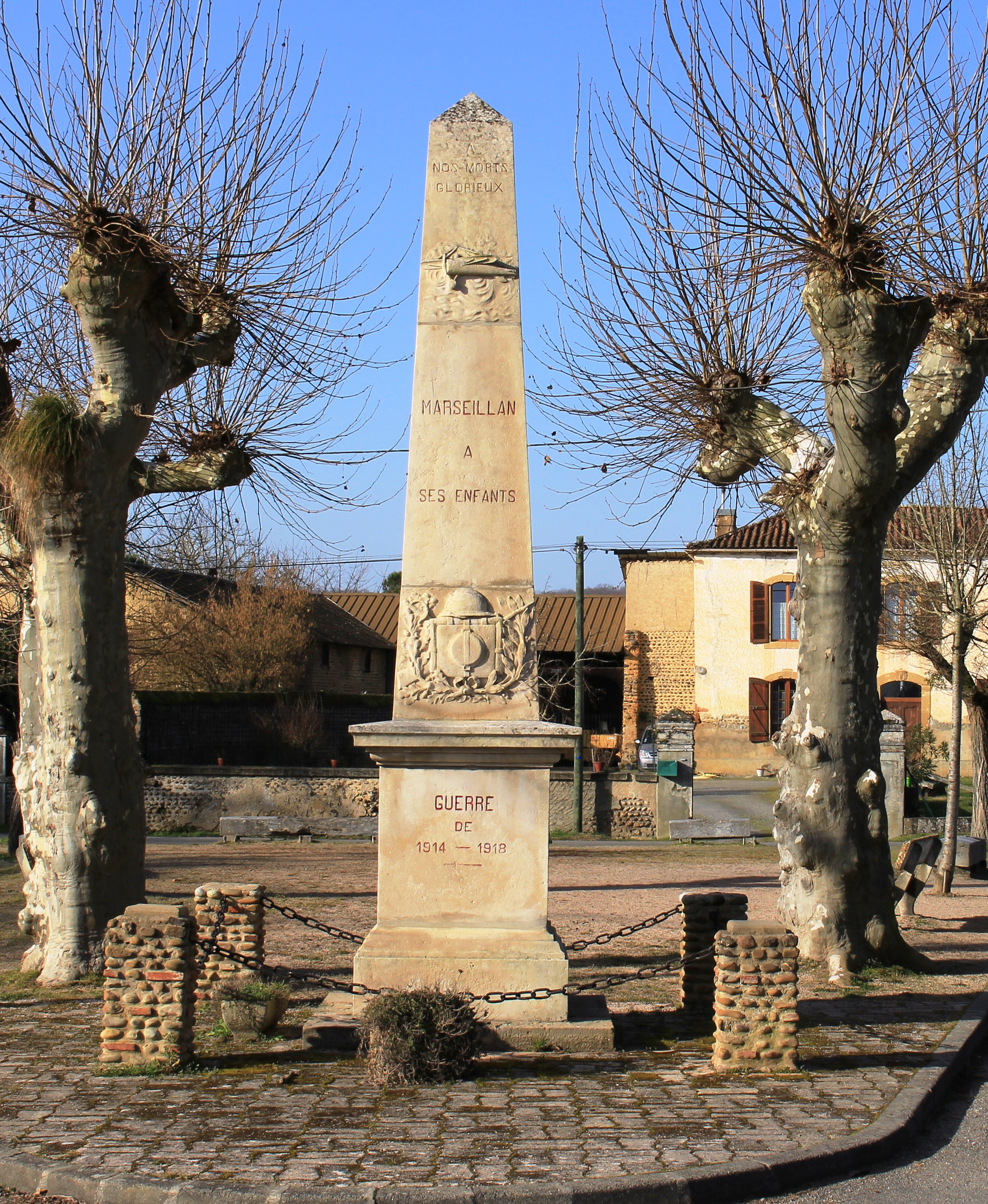
Le monument aux morts municipal.

- Église Saint-Hippolyte de Marseillan.

### Personnalités liées à la commune
Henri Abbadie : résistant français

### Héraldique
| Blason | Blasonnement : D'argent à la crosse épiscopale d'or* chargée à sa base de la lettre M (Marseillan) capitale du même, au chef cousu aussi d'or chargé d'un bonnet phrygien de gueules accosté de deux grappes de raisin feuillées au naturel. |